# Bold & Delicious/Pride
Bold & Delicious/Pride – trzydziesty ósmy singel japońskiej piosenkarki Ayumi Hamasaki, wydany 30 listopada 2005. Piosenka Bold & Delicious była oryginalnie skomponowana przez producenta muzycznego Roberta "Geo" Rosana dla popowej grupy Sweetbox, która zdobyła sławę w całej Europie i Azji pod koniec lat 90. i 2000. Jako fan grupy muzycznej, Ayumi Hamasaki otrzymała pozwolenie od Geo na skorzystanie z kilku jego kompozycji do swojego albumu z 2006 roku (miss)understood, dodając własne teksty do tych piosenek. W pierwszym tygodniu sprzedano 83 708 kopii, natomiast 133 000 kopii całościowo.

## Lista utworów
| CD  |                                                  |                  |                |      |
| Nr  | Tytuł                                            | Muzyka           | Aranżacja      | Czas |
| 1.  | "Bold & Delicious (Original Mix)"                | GEO of SWEETBOX  | CMJK           | 4:42 |
| 2.  | "Pride (Original Mix)"                           | GEO of SWEETBOX  | CMJK           | 4:12 |
| 3.  | "HEAVEN (House Mix)"                             | Kazuhito Kikuchi |                | 6:15 |
| 4.  | "Will (Wall5 Remix)"                             | CREA, D・A・I    |                | 5:03 |
| 5.  | "Bold & Delicious (Original Mix -Instrumental-)" | GEO of SWEETBOX  | CMJK           | 4:42 |
| 6.  | "Pride (Original Mix -Instrumental-)"            | GEO of SWEETBOX  | CMJK           | 4:08 |
| DVD |                                                  |                  |                |      |
| Nr  | Tytuł                                            | Muzyka           | Reżyser        | Czas |
| 1.  | "Bold & Delicious" (video clip)                  | GEO of SWEETBOX  | Luis Hernandez | 5:09 |
| 2.  | "Pride" (video clip)                             | GEO of SWEETBOX  | Luis Hernandez | 4:32 |